# Trichogomphus dechambrei
Trichogomphus dechambrei är en skalbaggsart som beskrevs av Dupuis 2003. Trichogomphus dechambrei ingår i släktet Trichogomphus och familjen Dynastidae. Inga underarter finns listade i Catalogue of Life.